# Crenicichla reticulata
Crenicichla reticulata es una especie de peces de la familia Cichlidae en el orden de los Perciformes.

## Morfología
Los machos pueden llegar alcanzar los 21,6 cm de longitud total.

## Distribución geográfica
Se encuentran en Sudamérica: cuenca de los ríos  Amazonas (Colombia, Perú y Brasil) y Esequibo ( Guayana ).